# Dravle
Dravle, též gomme, je tradiční norský sváteční mléčný výrobek a pokrm, vyráběný přidáním syřidla či zkyslého mléka do mléka čerstvého, tedy podobně jako sýr. Tato směs se pak vaří a doplňuje o další ingredience jako vejce, cukr, rozinky a koření jako je skořice. Podává se s plochým chlebem lefse, s uzeným masem, ovesnou kaší rømmegrøt nebo jako dezert.